# Ключі (Новокузнецький район)
Ключі́ (рос. Ключи) — селище у складі Новокузнецького району Кемеровської області, Росія. Входить до складу Сосновського сільського поселення.

## Населення
Населення — 33 особи (2010; 27 у 2002).
Національний склад (станом на 2002 рік):
- росіяни — 100 %